# Pipe Spring National Monument
Das Pipe Spring National Monument ist eine Gedenkstätte vom Typ eines National Monuments im Norden des US-Bundesstaats Arizona an der Grenze zu Utah. Sie liegt innerhalb der Kaibab Paiute Indian Reservation, besteht aus einer 1872 erbauten Ranch und erinnert an die Geschichte der indianischen Urbevölkerung und die Besiedlung der Region nördlich des Colorado Rivers durch Anhänger der Kirche Jesu Christi der Heiligen der Letzten Tage (Mormonen).
Das National Monument wurde 1923 von US-Präsident Warren G. Harding ausgewiesen und ging 1924 in Bundesbesitz über. Es wird vom National Park Service verwaltet.

## Beschreibung
Das nur 400 × 400 m große National Monument bildet eine Enklave innerhalb der Kaibab Paiute Indian Reservation der Paiute-Indianer. Es liegt im Arizona Strip, dem kaum besiedelten und schlecht zugänglichen nordwestlichsten Teil Arizonas, der durch den unpassierbaren Grand Canyon des Colorado River vom Rest des Bundesstaates getrennt ist. Politisch gehört die Stätte zum Mohave County. Sie liegt etwa 25 km westlich der Kleinstadt Fredonia.
Die Region befindet sich auf dem Colorado-Plateau im Übergangsgebiet zur Basin-and-Range-Region mit aridem Klima rund um die namensgebende Quelle. Im Gebiet wurden 201 Vogelarten beobachtet, davon brüten 51 in der Gedenkstätte oder der unmittelbaren Umgebung. Unter den Säugetieren fallen die Fledermäuse mit 17 nachgewiesenen oder vermuteten Arten auf. Außerdem leben oder jagen im Monument eine Reihe Kleinnager, Rotluchs, Graufuchs und Kojote. Dazu kommen drei Amphibien- sowie acht Eidechsen- und drei Schlangenarten. Keine der Arten in der Gedenkstätte ist vom Aussterben bedroht.

## Geschichte
Ursprünglich war die weitgehend unfruchtbare Region dünn durch Basketmaker- und Pueblo-Indianer besiedelt. Funde zeigen, dass sie regelmäßig die Quelle nutzten, die später Pipe Spring genannt wurde. 1776 kamen mit zwei spanischen Franziskaner-Patres auf der Dominguez-Escalante-Expedition die ersten Weißen in die Region. Sie zogen nur etwa 15 km südlich des heutigen Monuments vorbei und beschrieben in ihrem Reisebericht die Kultur und Landwirtschaft der Paiute-Indianer, die die Region besiedelten.
Mormonische Pioniere und Missionare, die vom Großen Salzsee Richtung Süden unterwegs waren, beschrieben die Quelle erstmals 1858 und gaben ihr ihren Namen. Fünf Jahre später baute dort ein mormonischer Rinderzüchter eine kleine provisorische Ranch. Die Beweidung des trockenen Lands zerstörte die Lebensgrundlage der indianischen Bewohner. 1866 wurden er und sein einziger Mitarbeiter von Navajo-Indianern ermordet, die aus ihren Siedlungsgebieten südöstlich des Colorado gekommen waren, um die Herde zu erbeuten. 1868 richtete die Kirche Jesu Christi der Heiligen der Letzten Tage einen Stützpunkt ihrer Miliz an der Quelle ein. Die zunehmende Zahl mormonischer Siedler im südlichen Utah und nördlichen Arizona sorgte für wachsende Konflikte mit den Paiute. 1870 unterzeichneten John Wesley Powell für die Regierung der Vereinigten Staaten, Jacob Hamblin als Vertreter der Kirche Jesu Christi der Heiligen der Letzten Tage für die Siedler und die Indianer einen Vertrag über die Nutzung des spärlichen Trinkwassers und Frieden für die mormonischen Siedler.

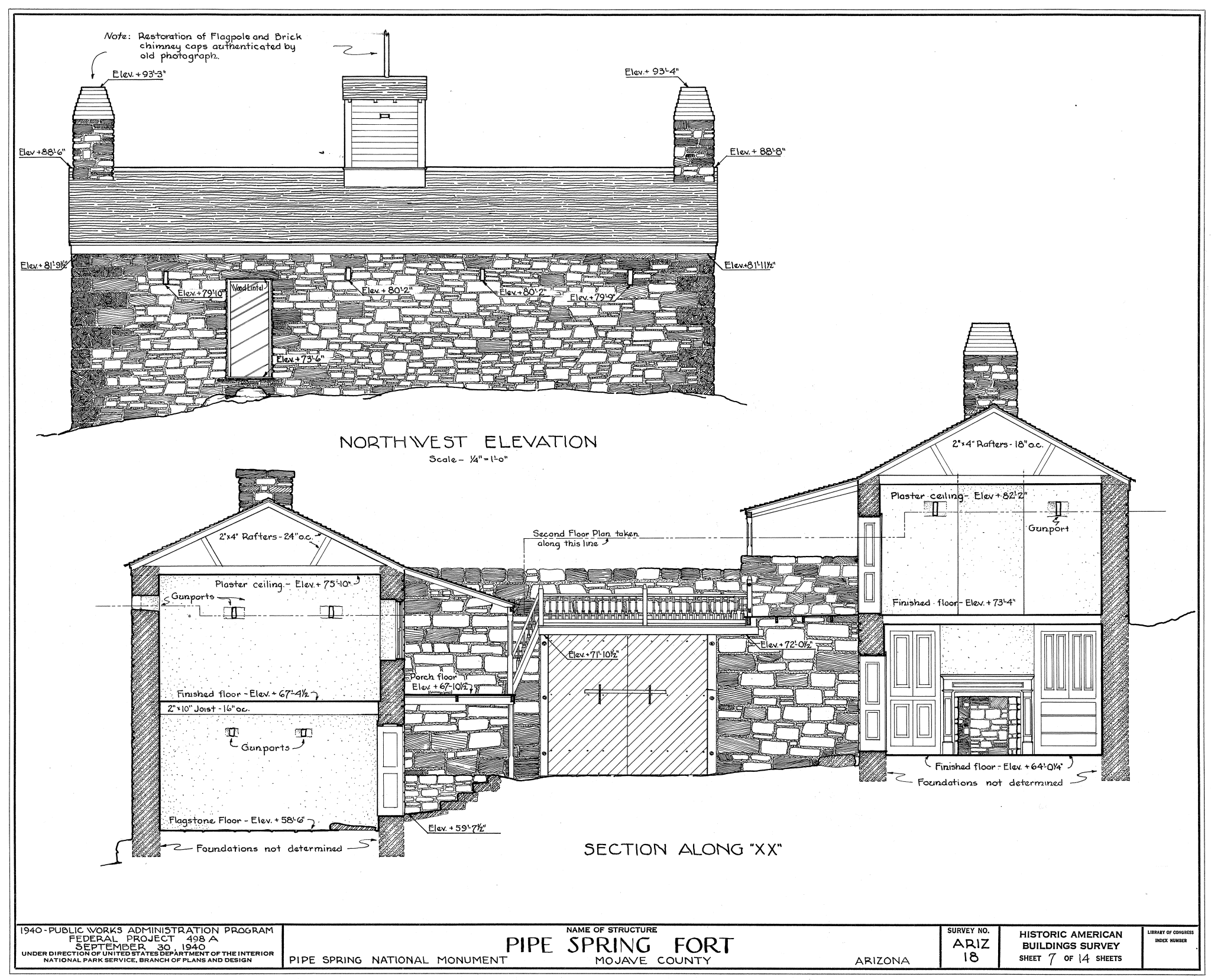
Winsor Castle

### Die Ranch
Die Kirche unter Brigham Young kaufte im selben Jahr das Land von den Erben des ermordeten Ranchers und beschloss den Bau einer Ranch an der Quelle für die kircheneigene Herde (aus dem damals wie heute eingezogenen Zehnt) für Süd-Utah. Der Bau wurde festungsartig angelegt, überbaute die Quelle, um auch vor Belagerungen geschützt zu sein, und wurde nach dem ersten Verwalter, Anson Perry Winsor, Winsor Castle genannt, eine Anspielung an das fast gleichnamige Windsor Castle der britischen Krone. Im Jahr 1879 bestand die Herde aus 2269 Rindern und 162 Pferden im Wert von mehr als 54.000 Dollar. Butter und Käse aus Pipe Spring wurden in der ganzen Region verkauft.

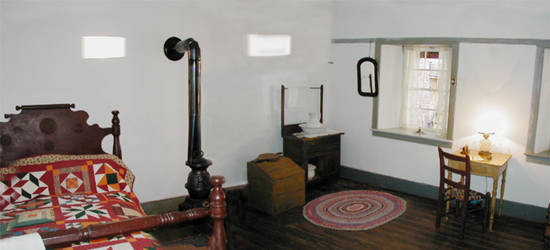
Der Telegraphenraum im Originalzustand zu Zeiten der ersten Telegraphistin Eliza Stewart

Die Ranch war der südliche Endpunkt des Deseret-Telegraphen, der ersten Telegraphen-Linie in der Rocky-Mountains-Region, und wurde in den 1880er Jahren ein Zufluchtsort, an dem mehrfach verheiratete Mormonen ihre Zweitfrauen und deren Kinder versteckten, als die Bundesregierung den Druck erhöhte, das Polygamie-Verbot durchzusetzen. Die Ranch war damals ein wichtiger Rast- und Übernachtungsort auf der Route zwischen dem nördlichen Arizona und St. George in Südutah, wo der für die ganze Region zuständige St.-George-Utah-Tempel der Kirche Jesu Christi der Heiligen der Letzten Tage stand. Alle Jungverheirateten zogen durch die Wüste dorthin, um nach der Trauung auch die spezielle mormonische Zeremonie der Siegelung zu empfangen, so dass die Route als Honeymoon Trail bekannt wurde.
Der Betrieb wurde bis 1888 von der Kirche geleitet, dann verkaufte sie die Ranch an den nicht-mormonischen Viehzüchter D. F. Saunders. In der Folge wurde das Gelände mehrfach weiterverkauft. 1906 erwarb Jonathan Heaton, ein Mormone mit zwei Frauen und 25 Kindern, den Grund und die Wasserrechte, nutzte aber die Gebäude nicht mehr. Er und andere Viehzüchter tränkten ihre Tiere an den beiden Teichen unterhalb des damals als Fort bezeichneten Haupthauses. Im Herbst wurden hier mehrere Tausend Stück Vieh beim jährlichen Roundup zusammengetrieben.
In den 1910er Jahren und verstärkt nach dem Ende des Ersten Weltkriegs begann im amerikanischen Westen langsam der Tourismus. Nationalparks wurden gezielt gegründet, um Reisen in bisher unerschlossene Gegenden zu fördern. Dabei wirkten die US-Regierung, die westlichen Bundesstaaten und die Eisenbahngesellschaften eng zusammen. Straßen wurden gebaut und an den geologischen Sehenswürdigkeiten des Westens Hotels von rustikal bis luxuriös errichtet. Ende 1919 wurde das bisherige kleine Mukuntuweap National Monument im Süden Utahs zum Zion-Nationalpark erweitert und aufgewertet. Die einzige Zufahrt und die direkte Verbindung zur nächsten Sehenswürdigkeit, dem Nordrand des Grand Canyon, verlief von Süden an der verfallenden Ranch vorbei.

### Nationale Gedenkstätte
Stephen T. Mather, der erste Direktor des 1916 gegründeten National Park Service, war zur Einweihung des Zion-Nationalparks gekommen. Bei einer zweiten Reise 1921 wurde ihm von Vertretern der Kirche und der Familie Heaton Winsor Castle gezeigt. Er erkannte die Bedeutung der Quelle als Rastplatz für Touristen und wollte das Gebiet für das National-Park-System erwerben. 1922 verhandelte er mit dem Bureau of Indian Affairs, das die Interessen der Paiute vertrat, und nachdem die Wasserrechte der Indianer gesichert waren, ließ er im Mai 1923 Präsident Warren G. Harding die Gründungsurkunde für ein neues National Monument namens Pipe Spring vorlegen. Obwohl in den Akten der Verhandlungen bis dahin nur touristische Gründe genannt wurden, unterzeichnete Harding ein Dokument, in dem Pipe Spring wegen seiner Eigenschaft als Festung gegen Indianer, als erste Telegraphenstation Arizonas und als einzige Quelle im Umkreis von 100 km zur Gedenkstätte für das Leben der frühen Siedler erklärt wird. Auch die Bedeutung der in den 1920er Jahren im Osten der Vereinigten Staaten mit Misstrauen betrachteten Kirche Jesu Christi der Heiligen der Letzten Tage für das Gebiet wird in der Gründungsurkunde nicht erwähnt.

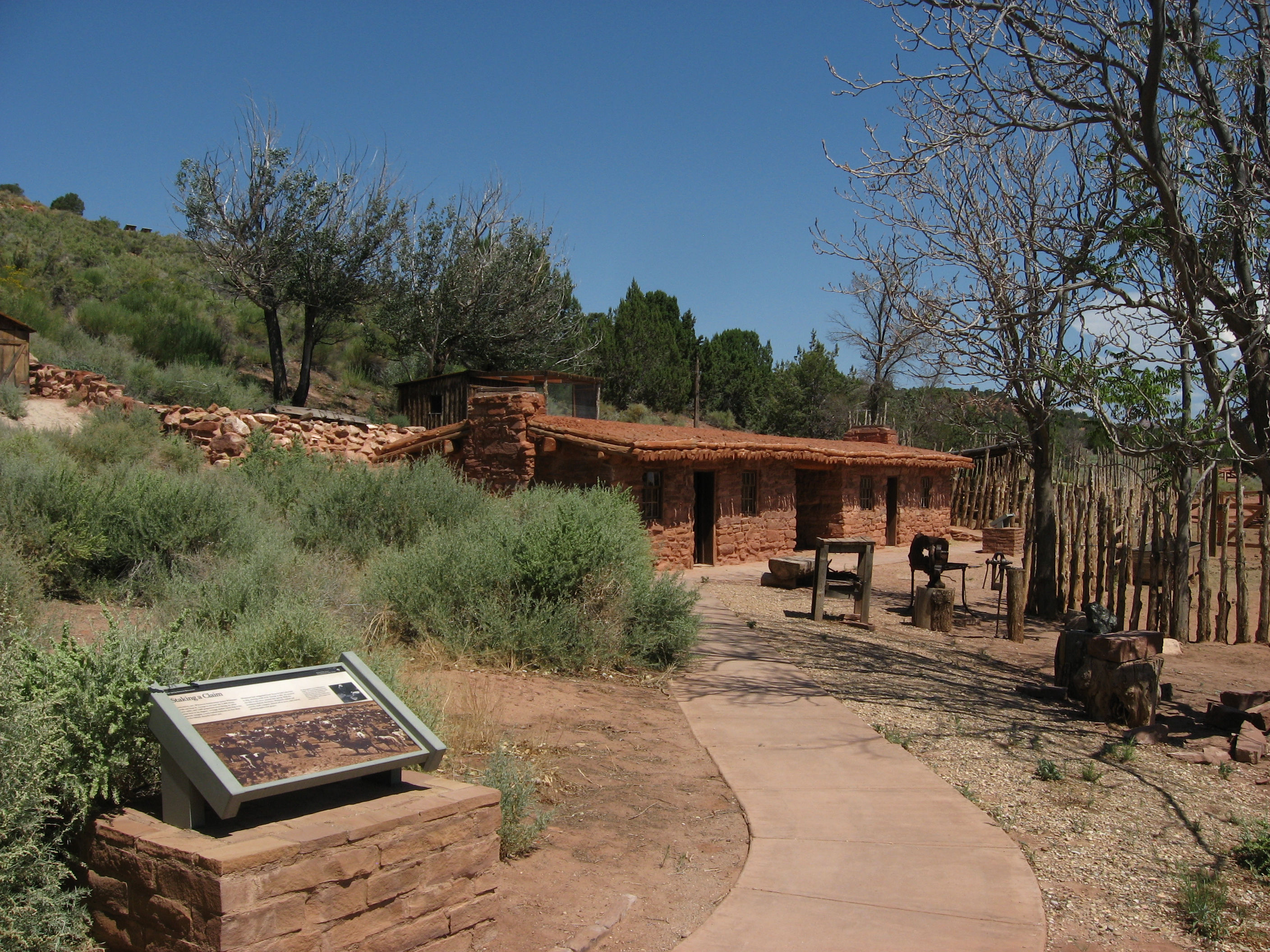
Östliches Nebengebäude, Arbeiterunterkunft, Schmiede und Sattelkammer

1924 kauften einige Spender mit Unterstützung der Kirche das Gelände für 5000 Dollar und übergaben es der Bundesregierung. In den ersten Jahren kam es noch einige Male zu Konflikten über die Wassernutzung durch den Verwalter der Stätte Leonard Heaton, einen Verwandten des früheren Eigentümers, und seine Frau Edna, die den weiter unterhalb lebenden Indianern zu wenig Wasser zukommen ließen. Heaton erhielt zunächst nur ein symbolisches Gehalt von einem Dollar pro Monat, dazu kostenloses Wohnen und das Recht, an der Gedenkstätte ein eigenes Gewerbe aufzubauen. Bis 1926 errichtete er eine Tankstelle und einen kleinen Laden mit Restaurant. Nicht nur Touristen nutzten die Einrichtungen, auch die Paiute-Indianer kauften im Monument ein. In der zweiten Hälfte der 1920er Jahre konnte Heaton das Haupthaus und die Nebengebäude restaurieren, eine kleine Landwirtschaft aufbauen und einige Obstbäume anpflanzen. 1929 erreichte die Besucherzahl der Gedenkstätte einen ersten Höhepunkt.
Die Bedeutung des Pipe Spring National Monument ging danach schnell und deutlich zurück. Im August 1923 war der Bryce Canyon östlich von Zion in Südutah als National Monument ausgewiesen worden und die Tourismusmanager, insbesondere der Union-Pacific-Eisenbahngesellschaft, drängten auf eine direkte Verbindung zwischen dem Zion- und dem Bryce-Canyon-Nationalpark. Zwischen 1927 und 1930 wurde eine Straße von Osten in den Zion-Nationalpark gebaut, die mit einem 2,8 km langen Tunnel und mehreren scharfen Serpentinen das steile Gelände des Canyons erschließt und als Meisterleistung der Ingenieure ihrer Zeit galt. Der kürzeste und am besten ausgebaute Weg von Zion nach Bryce Canyon und zum Nordrand des Grand Canyon verlief damit nicht mehr über Pipe Spring.
Die Eignung von Pipe Spring als National Monument wurde in der Folge mehrfach angezweifelt. 1932, als die westlichen Bundesstaaten wegen Streitigkeiten über die Rollen des Bundes und der Staaten keine zusätzlichen Gebiete unter Bundesverwaltung akzeptieren wollten, schlug eine Arbeitsgruppe des National Park Service vor, Pipe Spring aufzulösen, um ein neues Monument in Capitol Reef einrichten zu können. Pipe Spring blieb jedoch erhalten und Capitol Reef wurde 1937 als neues National Monument ausgewiesen.

### Civilian Conservation Corps

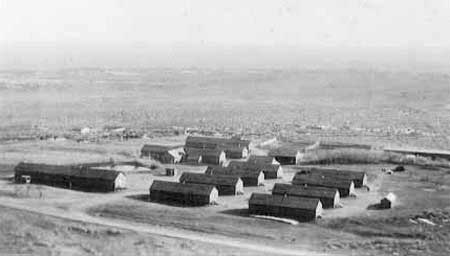
Baracken des CCC im Monument, 1935

Trotz aller Kritik wurde das Monument in den 1930er Jahren ausgebaut. 1932 wurde Heaton mit festem Gehalt angestellt, musste dafür aber seinen Laden schließen. Nach weiteren Konflikten mit den Indianern über die Wasserrechte wurde Ende 1933 durch einige Arbeiter des Civilian Conservation Corps im Rahmen des New Deals von Präsident Franklin D. Roosevelt eine Rohrleitung gelegt, die einen Teil des Quellwassers in die Reservation außerhalb des Monuments leitete. Es wurde vereinbart, dass je ein Drittel des Quellwassers dem Monument, den privaten Ranchern der Region und den Paiute zur Verfügung stehen sollte. Ende 1935 kam das CCC zurück und errichtete ein Camp mit acht Baracken und mehreren Nebengebäuden, in dem im Laufe der Zeit 1180 arbeitslose Jugendliche aus den ganzen Vereinigten Staaten gemeinnützige Arbeit leisten sollten. Um so viele Menschen mit körperlicher Arbeit unter der Leitung von Armee-Offizieren zu beschäftigen und auszubilden, gab es in dem kleinen Monument aber bei weitem nicht genug Aufgaben. Sie arbeiteten daher überwiegend für die Viehzüchter der Region.
Im Monument selbst errichteten die Jugendlichen einen Campingplatz, bauten die Zufahrt und einen Parkplatz aus, zogen Zäune, legten Spazierwege an und pflanzten im ganzen Gebiet schattenspendende Bäume. Aber alleine der Bau ihres Camps mit Sportanlagen und die intensive Nutzung des Wüstenbodens durch so viele Menschen fügte der Natur des Monuments große Schäden zu. Viele stahlen beim Abschied Erinnerungsstücke aus der Sammlung und Ausstellung, massenhaft wurden Namen in die Mauern der historischen Bauten geritzt. Wildtiere und Nutztiere der kleinen Farm wurden getötet, Pflanzen niedergetrampelt. Im heißen Sommer 1936 wurde die Viehtränke zu einem Schwimmbad umgebaut. Leonard Heaton, der Verwalter des Monuments, und der National Park Service hatten keinen Einfluss auf die Armee und das CCC, um die historischen Anlagen wirksam zu schützen.
Gleichzeitig fehlten jahrelang die Mittel, um für den Verwalter Wohnräume außerhalb des historischen Gebäudes und sanitäre Anlagen zu errichten. Im Oktober 1938 wurde das CCC-Camp nach Ajo verlegt und Heaton baute eine der Baracken als Wohnhaus für sich und seine unentgeltlich mitarbeitende Familie um.

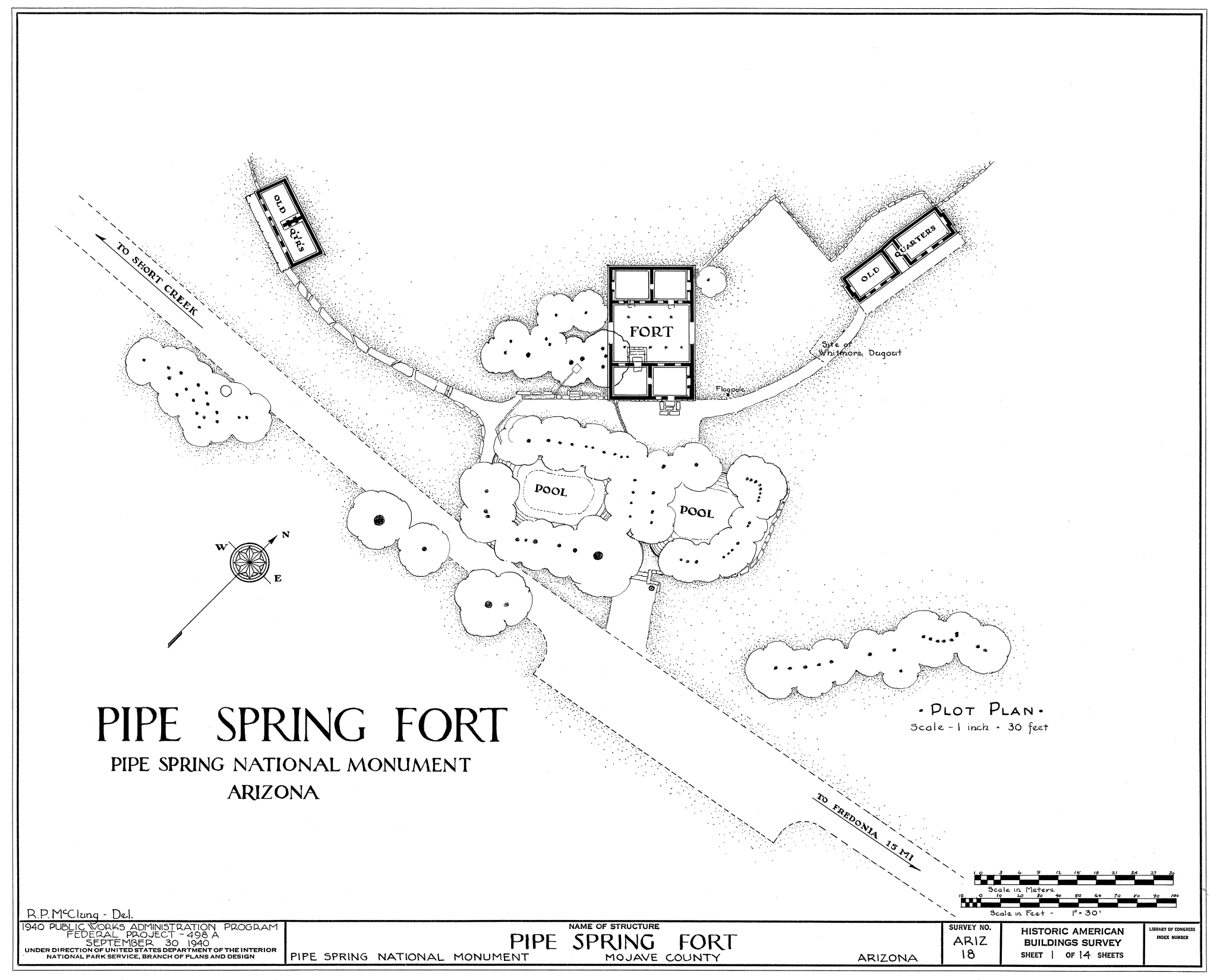
Rekonstruierter Geländeplan
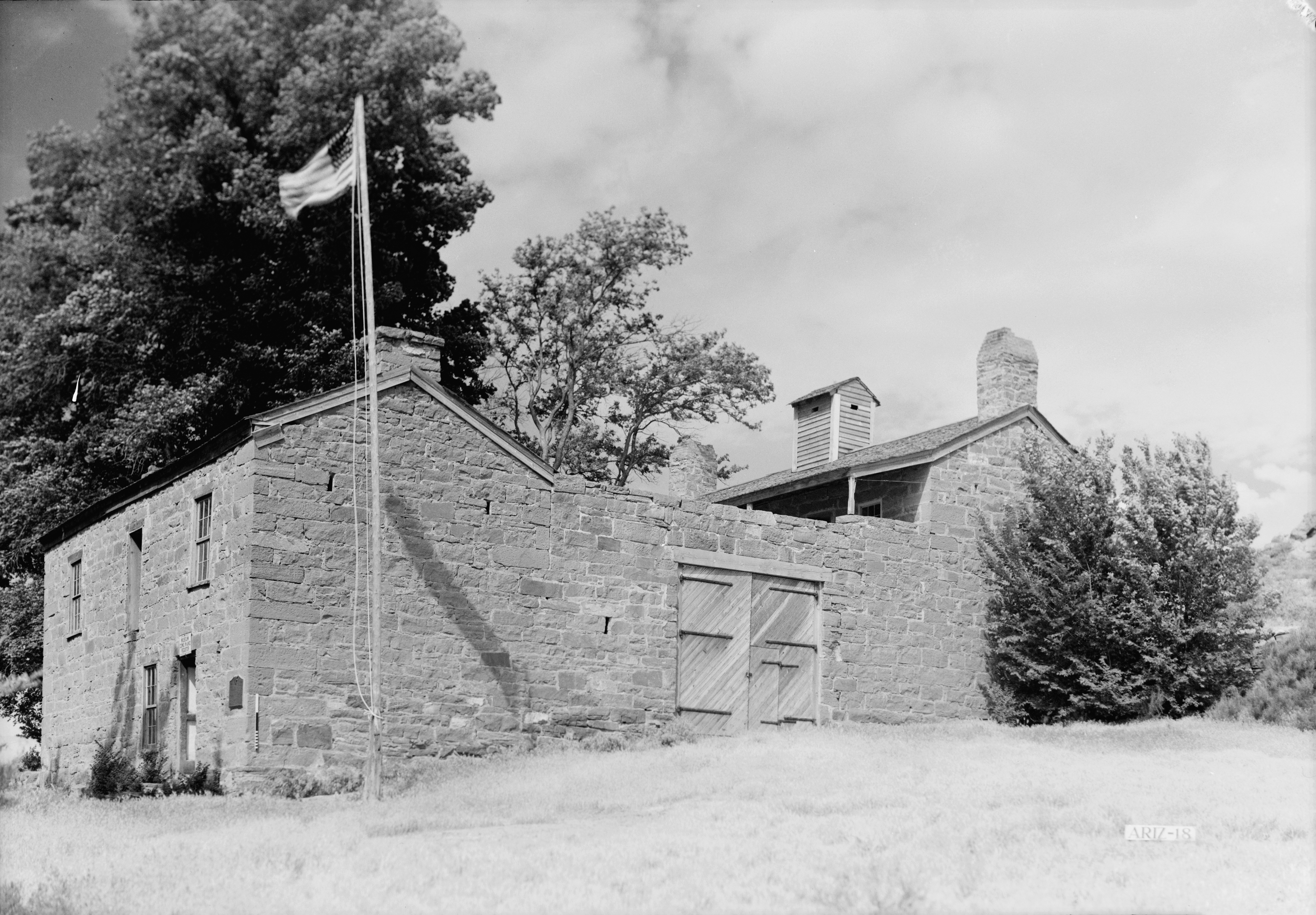
Winsor Castle von Osten, Hauptzufahrt (1940)
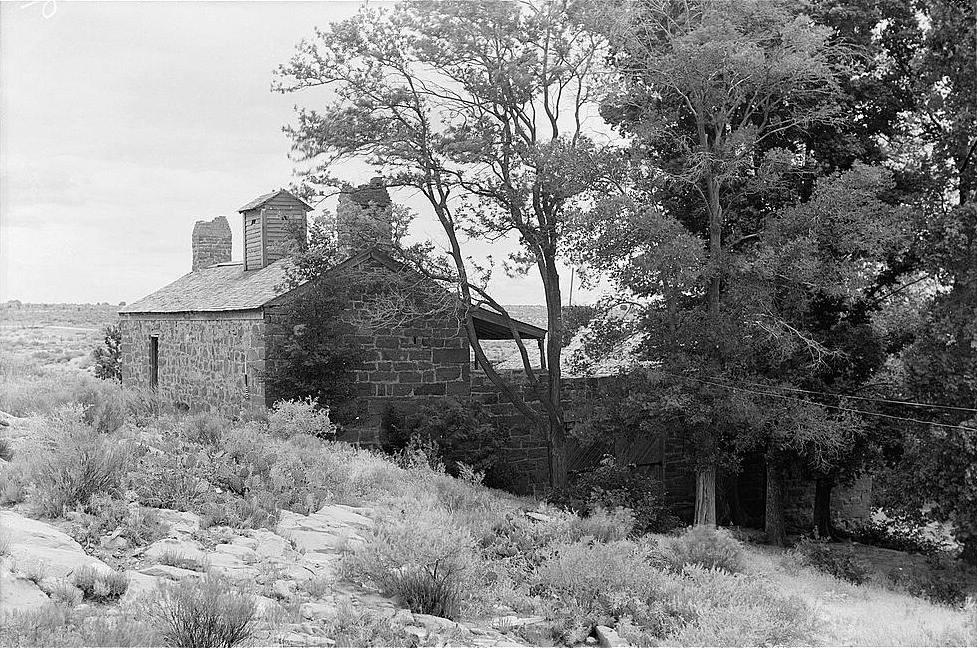
Ansicht von Westen (1940)
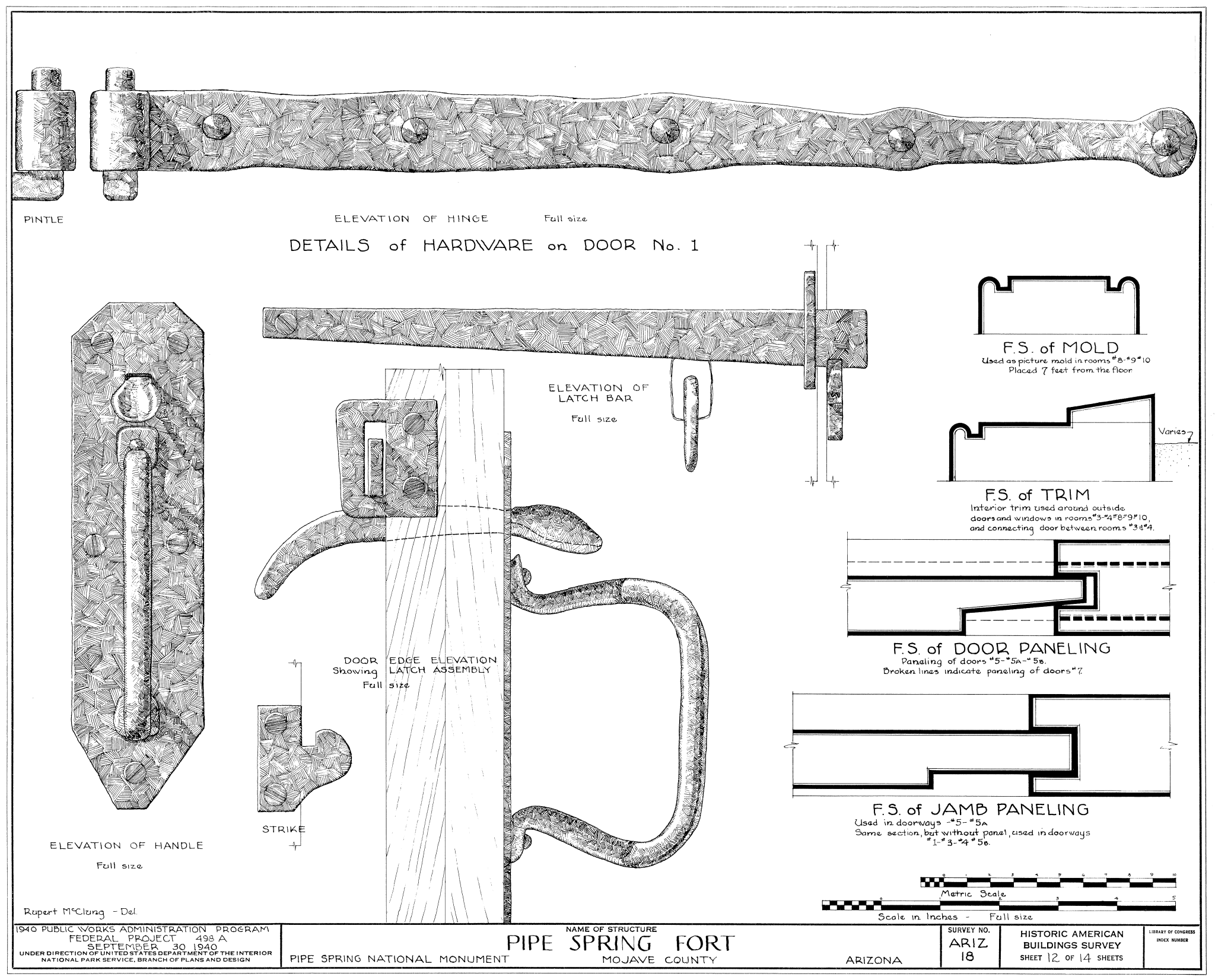
Details der alten Torkonstruktion

1940 nahm der Historic American Buildings Survey die historischen Gebäude und das Gelände auf. Von der gesamten Anlage wurden Hunderte Daten bis hin zu technischen Details erfasst, Fotos und Zeichnungen geben den damaligen Zustand wieder.

### Langsamer Aufschwung
Das Pipe Spring National Monument war frisch renoviert, hatte aber kaum mehr Besucher. Im ganzen Jahr 1937 kamen nur noch 667 Touristen in das Monument. Nach dem Eintritt der Vereinigten Staaten in den Zweiten Weltkrieg im Dezember 1941 wurden die Mittel für den National Park Service drastisch gekürzt. Auch der Tourismus und die Besucherzahlen in Pipe Spring gingen nach einem zeitweiligen Aufschwung wieder zurück; 1942 kamen nur 372 Besucher. Das Monument war abgelegen und Benzin war rationiert. Nach dem Ende des Krieges im Sommer 1945 wurde die Benzinbewirtschaftung aufgehoben und 1946 kamen schon wieder 1193 Touristen. 1947 feierte der ganze Südwesten das 100. Jubiläum der mormonischen Pioniere. Pipe Spring National Monument wurde ein beliebter Ort für Picknicks, Ausflüge, aber auch Feiern mormonischer Familien, welche die besondere Bedeutung des Platzes für ihre Religion schätzten.
In den 1960er Jahren wurden einige Provisorien der Anfangszeit durch neue Einrichtungen ersetzt. 1963 ging Jonathan Heaton in Rente; seine Nachfolger waren nicht mehr familiär mit der Geschichte des Monuments verbunden. In Vorbereitung des 50. Jubiläums des National Park Service 1966 bekam auch das Pipe Spring National Monument im Rahmen der Mission 66 zusätzliche Mittel. Die Besuchereinrichtungen wurden ausgebaut. Bereits seit 1958 gab es einen Historiker, der hauptamtlich für die Gedenkstätte arbeitete. 1967 begann weiter östlich der Bau des Glen Canyon Dam; die alte Schotterstraße von Fredonia nach Hurricane wurde asphaltiert und als State Highway 389 ausgewiesen. Ausflüge der Staumauer-Arbeiter und der leichtere Zugang brachten 15.699 Besucher.
Ende 1969 begann das National Monument mit Living Ranch-Vorführungen. Rinder wurden mit Brandzeichen versehen, im Sommer 1970 der alte Backofen wieder in Betrieb genommen, die Kinder der Familie Heaton und viele Freiwillige aus der Nachbarschaft trugen Kleider im Stil der Pioniere und der alte Telegraph wurde vorgeführt. Der National Park Service drehte einen Lehrfilm über das Leben der Siedler. In diesem Jahr wurde die Gedenkstätte von 36.000 Touristen besucht.

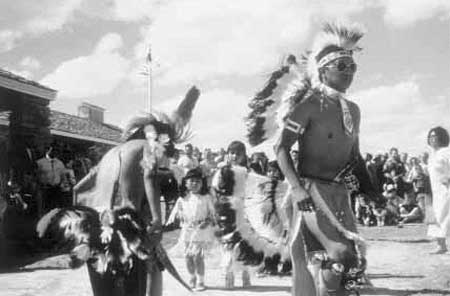
Eröffnungsfeier des Besucherzentrums 1973

### Zusammenarbeit mit den Paiute
Ab den späten 1960er Jahren wurde das Verhältnis zu den Paiute-Indianern auf eine neue Basis gestellt. Die Indianervölker in den Vereinigten Staaten konnten eine weitgehende Selbstverwaltung erreichen und Mittel wurden bereitgestellt, um die Wirtschaft der Reservationen zu stärken. Nach mehrjährigen Verhandlungen zwischen den Vertretern des Indianervolks und dem National Park Service wurde 1973 ein gemeinsames Besucherzentrum unmittelbar außerhalb der Grenzen des Monuments eröffnet. Es zeigt Ausstellungen zur Geschichte der Indianer und der Siedler. Außerdem bauten die Paiute einen modernen Campingplatz 400 m vom Monument entfernt. Am bedeutendsten war ein neuer Brunnen, der auf dem Boden des Monuments gebohrt wurde und erstmals genug Wasser nicht nur für den Eigenbedarf und die Viehzucht, sondern auch für moderne touristische Einrichtungen bereitstellte.
Mit den neuen Einrichtungen an den Parkgrenzen konnte das Monument selbst renaturiert werden. Auf den vorher genutzten Flächen wurde wieder die ursprüngliche Vegetation der Halbwüste angesiedelt und an der Ranch ein Garten im Stil früher Pionierfamilien angelegt. Die jährlichen Besucherzahlen lagen stabil um und über 25.000, mit Ausnahme des Jahres 1974, in dem der Ölpreisschock Reisen im Westen der USA verteuerte.

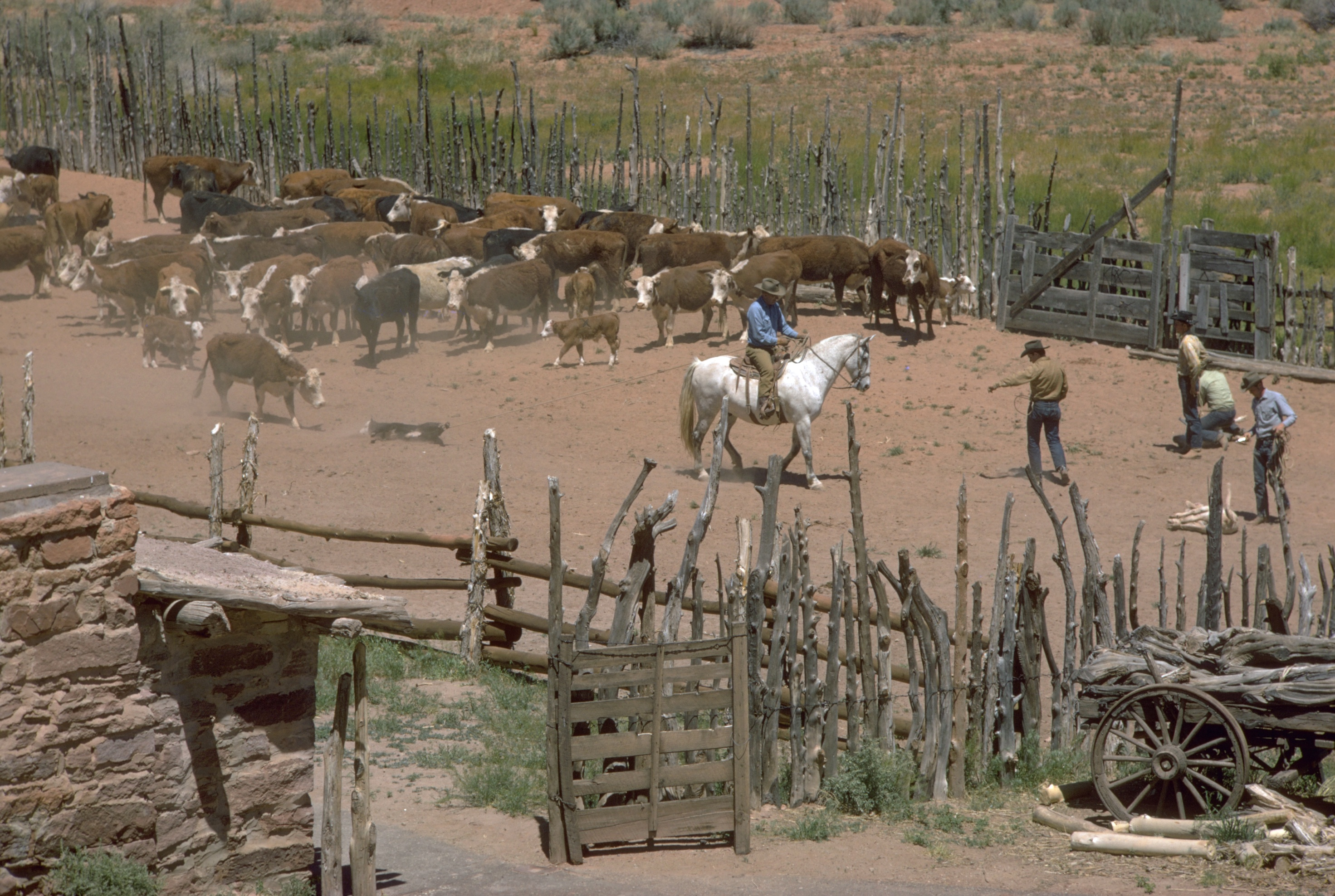
Roundup der Herden in Pipe Spring, 2004

## Pipe Spring National Monument heute
Seit den 1980er Jahren stieg das Interesse an der Siedlungsgeschichte des Westens und mit ihm die Zahl der Besucher. Heute kommen jährlich rund 50.000 Touristen in die Gedenkstätte. Im Sommerhalbjahr finden täglich Vorträge und an den Wochenenden Vorführungen zur Geschichte der Kaibab-Paiute-Indianer und der frühen weißen Siedler statt. Die Living-History-Angebote reichen
von Vorführungen historischer Pferdewagen über Hauswirtschaft der Pionierzeit bis zum auch heute noch im Herbst stattfindenden Roundup, dem Zusammentrieb der Viehherden mehrerer Rancher der Umgebung in den Pferchen an den großen Viehtränken des Monuments.
Ganzjährig zugänglich sind das 2003 renovierte und neu gestaltete Besucherzentrum mit Ausstellungen zur Geschichte des Gebietes und mehrere kurze Wanderwege. Die Wege führen zu Ruinen der Pueblo-Kultur und prähistorischen Petroglyphen sowie durch die typische Vegetation der Wüste.

## Pipe Spring in den Medien
Das National Monument war mehrfach Drehort und Kulisse für Filmproduktionen, die im alten Westen spielten:
- 1955: Der Westernfilm Frontier Scout
- 1968 und 1969: Drei Episoden der Kurzfilmreihe Death Valley Days
- 1976: Brigham Young
- 1977: The Last of the Mohicans – Pipe Spring stellte ein Fort im Osten der Vereinigten Staaten Ende des 18. Jahrhunderts dar.

Daneben wurden mehrere Lehrfilme des National Park Service gedreht.

## Weitere Schutzgebiete
In der Umgebung von Pipe Sping National Monument liegen:
- der wenig besuchte Nordrand des Grand-Canyon-Nationalparks,
- das Grand Canyon-Parashant National Monument und
- das Vermilion Cliffs National Monument, zwei großflächige Schutzgebiete ohne touristische Einrichtungen am Nordrand des Grand Canyon,
- das Grand Staircase-Escalante National Monument, ein großflächiges National Monument mit beinahe Wildnis-Charakter in Südutah,
- der Zion-Nationalpark, ein Canyon, in dem sich der Virgin River als grünes Band von der Wüste abhebt und
- der Bryce-Canyon-Nationalpark, mit seinen spektakulären Sandsteinformationen eines der beliebtesten Touristenziele Utahs.